# Адамс, Альберта
Альберта Адамс (англ. Alberta Adams}, урождённая Роберта Луиза Осборн (англ. Roberta Louise Osborn), известная как «Гранд-дама Детройтского блюза» ; 26 июля 1917, Индианаполис, Индиана, США — 25 декабря 2014, Дирборн, Мичиган, США — американская блюзовая певица и автор песен. Четырёхкратный номинант Blues Music Awards в номинации «Исполнительница традиционного блюза» (2001—2004) .

## Биография
Певица родилась как Роберта Луиза Осборн 26 июля 1917 года у матери-алкоголички  в Индианаполисе, штат Индиана, и попала в приют. В 1920 году была удочерена тётей, воспитывалась в Детройте. С раннего возраста она хотела стать артисткой. В возрасте 14 лет, сбежав из дому, стала жить самостоятельно, сняв небольшую квартиру недалеко от Вудворда и где она прожила пять или шесть лет. Начала выступать в качестве танцовщицы степа в клубах на Гастингс-стрит в Детройте, и вскоре после этого начала периодически петь. В 1940-х годах она появилась в клубе B&C в качестве танцовщицы степа, и танцевала во время исполнения песен, в том числе с Джоном Ли Хукером. Однажды вечером, когда постоянная певица клуба Китти Стивенсон была больна, Адамс дала импровизированное выступление с двумя песнями и в результате клуб нанял её в качестве постоянной певицы на пятилетний срок. 
В 1950-х Фил и Леонард Чесс из Chess Records услышали выступление Адамс на Гастингс-стрит, и подписали с ней контракт. Однако на Chess она не записывалась как сольные исполнитель, а записывалась с другими музыкантами, в частности с группой Реда Сондерса. Некоторые её записи были включены в сборники Chess только в 1990-х годах. Некоторое время Адамс была участницей Bluesettes, вокальной группы, которая гастролировала в составе биг-бэнда Тини Брэдшоу. Также Адамс записывалась для Savoy Records в Ньюарке, штат Нью-Джерси, выпустив сингл «Say Baby Say» с группой TJ Fowler Band в 1952 году.  
Лишь в 1962 году певица смогла записать свой первый сингл  «I Got A Feeling»/«Without Your Love», который был выпущен Thelma Record. В течение 1950-х — 1960-х Адамс продолжала выступать в клубах и гастролировать, в частности она гастролировала с такими музыкантами, как Луи Джордан, Ти-Боун Уокер, Дюк Эллингтон, Эдди Винсон и Лайонел Хэмптон. 
С 1970-х по 1990-е не вела активной деятельности в музыкальном бизнесе, продолжая выступления в клубах. Вернулась в музыку лишь в 1990-е годы, начав выступать с гитаристом Джонни Бассетом. В 1997 году с успехом выступила на Чикагском фестивале блюза. В 1999 году выпустила на Cannonball Records свой дебютный альбом Born with the Blues. Она сама сочинила большинство песен и записала их с группой, в которую входили гитарист Джонни Бассетт и пианист Билл Хайд. Альбом вошёл в список 25 лучших альбомов журнала Living Blues за 1999 год. Про него отозвались, как: «Адамс исполняет ряд мелодий, начиная от джамп-блюза, новоорлеанского R&B, смут-баллад и джазового медленного блюза. Опытная исполнительница, Адамс всё ещё имеет много мёда в своём голосе… просто крепкое пение настоящего сокровища американской музыки» . В 2000 году вышел второй альбом певицы Say Baby Say, где певица снова сочинила многие песни. MTV заявил, что «главная достопримечательность здесь — Адамс с сильным хриплым голосом. Подчёркивание её искреннего отношения и мастерского ритма помогает преодолеть случайные моменты, когда её выразительный голос истончается с возрастом». Оба альбома были хорошо приняты блюзовыми критиками и помогли возобновить её гастрольную карьеру: она часто посещала фестивали по США и Канаде в конце 90-х и в 2000-е годы. В 2001 году Альберта Адамс была номинирована на звание лучшей исполнительницы традиционного блюза  Blues Music Awards (в последующие годы номинировалась ещё трижды). 
Её альбом 2004 года I'm on the Move был выпущен Eastlawn Records, лейблом из Детройта. Про альбом отозвались что Адамс находится на пике своей формы и, «по-видимому, наслаждается собой». В 2006 году был выпущен EP Detroit's Queen of the Blues with the Rhythm Rockers и он был назван выдающейся записью блюза/R&B на Detroit Music Awards 2006. 
В возрасте 91 года Альберта Адамс с участием таких певиц, как Энн Рэбсон и Торнетта Дэвис записала свой последний альбом Detroit Is My Home, выпущенный Eastlawn в 2008 году. Затем певица активно выступала и записывалась. Так, в 2009 году она внесла свой вклад в вокал и композицию для альбома Local Boys от Motor City Horns, а в 2010 году она была композитором и приглашённым артистом в альбоме Blowin' Away the Blues группы Planet D Nonet. Лишь в последние годы она прекратила выступать, потеряв слух.
Альберта Адамс умерла 25 декабря 2014 года в возрасте 97 лет в Дирборне, штат Мичиган. За жизнь была в четырёх браках, в которых воспитывала троих собственных детей и троих пасынков.
«Влияние Альберты Адамс на жанр блюза огромно. Она была одной из немногих блюзовых певиц, которым удалось сохранить карьеру, охватывающую несколько десятилетий, от послевоенного блюзового бума до современного возрождения блюза. Её способность смешивать традиционный блюз с элементами джаза и госпела отличала её от современников».

## Дискография
| Год  | Название альбома                   | Детали релиза                                                      |
| ---- | ---------------------------------- | ------------------------------------------------------------------ |
| 1999 | Born with the Blues                | - Выпущен: 16.02.1999 - Лейбл: Cannonball Records - Формат: CC, CD |
| 2000 | Say Baby Say                       | - Выпущен: 06.06.2000 - Лейбл: Cannonball Records - Формат: CD     |
| 2004 | I'm on the Move (c Rhythm Rockers) | - Выпущен: 2004 - Лейбл: Eastlawn Records - Формат: CD             |
| 2008 | Detroit Is My Home                 | - Выпущен: 2008 - Лейбл: Eastlawn Records - Формат: CD             |